# Johann Berger
Johann Nepomuk Berger (Graz, 11 d'abril de 1845 – 17 d'octubre de 1933) fou un mestre d'escacs, teòric dels escacs, compositor d'estudis de finals, escriptor i editor d'escacs austríac.

## Resultats destacats en competició
El setembre de 1870, va guanyar el primer torneig de l'Imperi Austrohongarès a Graz. El 1875, va guanyar un matx contra Alexander Wittek (14 : 4) a Graz, i en va empatar un altre contra Paul Lipke (3½ : 3½) a Eisenach 1896.
Va empatar als llocs 5è–6è a Graz 1880 (els campions foren Max Weiss, Johannes von Minckwitz i Adolf Schwarz); va empatar als llocs 9è–10è a Berlín 1881 (segon DSB Congress, el campió fou Joseph Henry Blackburne); fou quart a Nuremberg 1883 (tercer DSB–Congress, el campió fou Simon Winawer); va empatar als llocs 11è–12è a Hamburg 1885 (quart DSB–Congress, el campió fou Isidor Gunsberg); empatà als llocs 5è–6è a Frankfurt 1887 (cinquè DSB–Congress, el campió fou George Henry Mackenzie); fou desè a Breslau 1889 (sisè DSB–Congress, el campió fou Siegbert Tarrasch); empatà als llocs 4t–5è a Graz 1890 (el campió fou Gyula Makovetz); i empatà als llocs 8è–9è a Leipzig 1894 (novè DSB–Congress, el campió fou Tarrasch).
Fou vuitè a Colònia 1898 (onzè DSB–Congress, el campió fou Amos Burn); va empatar als llocs 7è–10è a Múnic 1900 (dotzè DSB–Congress, els campions foren Géza Maróczy, Carl Schlechter i Harry Pillsbury); empatà als llocs 6è–7è a Coburg 1904 (catorzè DSB–Congress, guanyat per Curt von Bardeleben, Schlechter i Rudolf Swiderski); fou 6è a Barmen 1905 (els campions foren Dawid Janowski i Maroczy); empatà als llocs 7è–8è a Viena 1907 (el campió fou Jacques Mieses); empatà als llocs 16è–18è al torneig d'escacs de Carlsbad 1907 (el campió fou Akiba Rubinstein), i fou quinzè al torneig d'escacs de Viena 1908 (els guanyadors foren Oldřich Duras, Maróczy i Schlechter).

## Altres activitats escaquístiques
Berger fou el primer austríac en guanyar un torneig internacional rellevant per correspondència, el Monde Illustré 1889–1892, i ho va fer amb el remarcable resultat de 45 victòries, cap derrota, i tres taules.
Fou editor del Deutsche Schachzeitung i autor de Das Schachproblem und dessen Kunstgerechte Darstellung (Leipzig 1884), Theorie und Praxis der Endspiele (Leipzig 1890), Problemen, Studien und Partien (Leipzig 1914).
Berger fou un important compositor d'estudis de finals, i va publicar més de 100 estudis, molts d'ells amb notables contribucions a la teoria de finals. El seu llibre Theorie und Praxis der Endspiele (Teoria i pràctica del final) fou publicat el 1891, revisat el 1922, i reeditat i complementat el 1933. Aquest fou el primer llibre modern sobre finals pràctics, i fou el llibre estàndard pels finals durant dècades.
Berger va col·laborar en el sistema de desempat actualment anomenat Sonneborn–Berger, tot i que no el va inventar.